# Lancer du javelot féminin aux Jeux olympiques d'été de 2004
Navigation
Sydney 2000 Pékin 2008
L'épreuve du lancer du javelot féminin aux Jeux olympiques de 2004 s'est déroulée les 25 et 27 août 2004 au Stade olympique d'Athènes, en Grèce. Elle est remportée par la Cubaine Osleidys Menéndez. 

## Résultats

### Finale
| Rang | Athlète                | Nationalité | 1       | 2       | 3       | 4       | 5       | 6       | Marque  | Notes |
| ---- | ---------------------- | ----------- | ------- | ------- | ------- | ------- | ------- | ------- | ------- | ----- |
| 1re  | Osleidys Menéndez      | Cuba        | 71,53 m | x       | 65,41 m | 68,60 m | 63,64 m | —       | 71,53 m | OR    |
| 2e   | Steffi Nerius          | Allemagne   | 63,02 m | 60,58 m | x       | x       | 63,60 m | 65,82 m | 65,82 m | PB    |
| 3e   | Miréla Manjani         | Grèce       | 62,29 m | 63,61 m | x       | 62,20 m | x       | 64,29 m | 64,29 m | SB    |
| 4    | Nikola Brejchová       | Tchéquie    | 62,46 m | 63,77 m | 64,23 m | x       | 63,77 m | 62,55 m | 64,23 m |       |
| 5    | Sonia Bisset           | Cuba        | 61,93 m | 59,58 m | 60,39 m | 60,32 m | 60,20 m | 63,54 m | 63,54 m |       |
| 6    | Laverne Eve            | Bahamas     | 57,25 m | 58,09 m | 62,77 m | 58,50 m | x       | 59,02 m | 62,77 m | SB    |
| 7    | Noraida Bicet          | Cuba        | 62,36 m | 60,64 m | 60,70 m | 62,51 m | 60,41 m | 61,61 m | 62,51 m |       |
| 8    | Tetyana Lyakhovych     | Ukraine     | 59,52 m | 57,26 m | 61,75 m | x       | 57,39 m | 55,70 m | 61,75 m |       |
| 9    | Savva Lika             | Grèce       | 58,58 m | 60,91 m | 60,53 m |         |         |         | 60,91 m |       |
| 10   | Taina Kolkkala         | Finlande    | 60,72 m | 58,53 m | 60,69 m |         |         |         | 60,72 m |       |
| 11   | Felicia Țilea-Moldovan | Roumanie    | 58,04 m | 57,42 m | 59,72 m |         |         |         | 59,72 m |       |
| 12   | Barbara Madejczyk      | Pologne     | 54,54 m | 56,43 m | 58,22 m |         |         |         | 58,22 m |       |

## Légende
Records et Performances
- AR : Record continental (area record)
- CR : Record des championnats (championship record)
- MR : Record du meeting (meet record)
- NR : Record national (national record)
- OR : Record olympique (olympic record)
- PR : Record paralympique (paralympic record)
- PB : Record personnel (personal best)
- SB : Meilleure performance personnelle de la saison (season's best)
- WL : Meilleure performance mondiale de l'année (world leader)
- WJR : Record du monde junior (world junior record)
- WR : Record du monde (world record)

Circonstances et Conditions
- DNF : N'a pas terminé (did not finish)
- DNS : N'a pas pris le départ (did not start)
- DQ : Disqualification (disqualification)
- NM : Aucun essai valable enregistré (No Mark)
- Q : Qualifié « directement » au prochain tour (ou à la prochaine compétition), lors d'une compétition majeure, grâce au classement ou à la réalisation des minima (automatic qualifier)
- q : Qualifié au prochain tour (ou à la prochaine compétition), lors d'une compétition majeure, grâce au repêchage ou à la réalisation de l'une des meilleures performances parmi celles des « non qualifiés directement » (grâce au meilleur temps ou à la meilleure distance par exemple) (secondary qualifier)